# 리처드 로빈슨
리처드 D. 로빈슨(Richard D. Robinson, 1921년 - 2009년 9월 5일)은 미국의 대학 교수, 역사학자이다. MIT 공대의 교수, 명예교수를 역임했다.

## 같이 보기
- 위르켄 하버마스
- 노암 촘스키
- 브루스 커밍스